# Robert Palmer, 1. Baron Rusholme
Robert Alexander Palmer, 1. Baron Rusholme (* 29. November 1890 in Manchester; † 18. August 1977) war ein britischer politischer Aktivist.

## Leben und Tätigkeit
Palmer war ein Sohn des William Palmer. Er verließ die Schule mit vierzehn Jahren. Mit einundzwanzig wurde er Direktor der Manchester und Salford Co-operative Society, der größten Konsumgenossenschaft in Manchester.
Während des Ersten Weltkrieges kam Palmer mit dem Manchester Regiment in Ägypten, Belgien und Frankreich zum Einsatz. 
1920 übernahm Palmer den Posten des Kassierers und Finanzberaters der Co-operative Union, dem Handelswerkzeug der Konsumgenossenschaftsbewegung in Großbritannien. 1929 wurde er zum Generalsekretär dieser Organisation ernannt, ein Posten, den er bis 1947 innehatte. Seit 1930 wirkte er auch in der International Co-operative Alliance (ICA). 1934 wurde er zum Vizepräsidenten dieser Organisation ernannt. Von 1940 bis 1946, als der bisherige Präsident der ICA, Vainö Tanner, seine Aufgaben bedingt durch die Kriegssituation nicht wahrnehmen konnte, übernahm Palmer ersatzweise dieses Amt in geschäftsführender Weise. 1946 wurde er dort zum regulären Präsidenten gewählt und blieb dies bis 1948.
Aufgrund seiner Stellung im öffentlichen Leben Großbritanniens geriet Palmer Ende der 1930er Jahre ins Visier der Polizeiorgane des nationalsozialistischen Deutschlands: Im Frühjahr 1940 setzte das Reichssicherheitshauptamt in Berlin ihn dann auf die Sonderfahndungsliste G.B., ein Verzeichnis von Personen, die im Falle einer erfolgreichen deutschen Invasion Großbritanniens durch die Sonderkommandos der SS-Einsatzgruppen mit besonderer Priorität ausfindig gemacht und verhaftet werden sollten.
1945 wurde Palmer als Baron of Rusholme in the City of Manchester in den erblichen Adelsstand erhoben. Seither gehörte er, bis zu seinem Tod 1977, dem britischen Unterhaus an.
Von 1947 bis 1959 gehörte Palmer der British Transport Commission an. 1955 wurde er zusätzliche Vorsitzender des London Midland Area Board der britischen Eisenbahn. 1960 ging er in den Ruhestand.